# Wereldkampioenschappen indooratletiek
De wereldkampioenschappen indooratletiek worden sinds 1987 gehouden. Ze zijn ontstaan uit de World Indoor Games, die eenmalig in 1985 plaatsvonden. Dit toernooi wordt georganiseerd door World Athletics, voorheen International Association of Athletics Federations (IAAF).

## Kampioenschappen
| Jaar  | Locatie      | Plaats                           | Datum              | Atleten | Landen |
| ----- | ------------ | -------------------------------- | ------------------ | ------- | ------ |
| 1985  | Parijs       | Palais Omnisports de Paris-Bercy | 18-19 januari 1985 | 319     | 69     |
| 1987  | Indianapolis | Hoosier Dome                     | 6-8 maart 1987     | 402     | 84     |
| 1989  | Boedapest    | Budapest Sportcsárnok            | 3-5 maart 1989     | 378     | 61     |
| 1991  | Sevilla      | Palacio de los Deportes          | 8-10 maart 1991    | 531     | 82     |
| 1993  | Toronto      | The SkyDome                      | 12-14 maart 1993   | 537     | 93     |
| 1995  | Barcelona    | Palau Sant Jordi                 | 10-12 maart 1995   | 602     | 130    |
| 1997  | Parijs       | Palais Omnisports de Paris-Bercy | 7-9 maart 1997     | 712     | 118    |
| 1999  | Maebashi     | Green Dome                       | 5-7 maart 1999     | 487     | 115    |
| 2001  | Lissabon     | Pavilhão Atlântico               | 9-11 maart 2001    | 510     | 136    |
| 2003  | Birmingham   | National Indoor Arena            | 14-16 maart 2003   | 589     | 132    |
| 2004  | Boedapest    | Papp László Budapest Sportaréna  | 5-7 maart 2004     | 677     | 139    |
| 2006  | Moskou       | Olympisch Stadion                | 10-12 maart 2006   | 562     | 129    |
| 2008  | Valencia     | Palau Velódrom Lluís Puig        | 7-9 maart 2008     | 646     | 158    |
| 2010  | Doha         | Aspire Dome                      | 12-14 maart 2010   | 585     | 146    |
| 2012  | Istanboel    | Ataköy Atletizm Salonu           | 9-11 maart 2012    | 629     | 171    |
| 2014  | Sopot        | Ergo Arena                       | 7-9 maart 2014     | 538     | 134    |
| 2016  | Portland     | Oregon Convention Center         | 17-20 maart 2016   | 547     | 148    |
| 2018  | Birmingham   | Utilita Arena Birmingham         | 1-4 maart 2018     | 554     | 134    |
| 2022  | Belgrado     | Štark Arena                      | 18-20 maart 2022   | 680     | 137    |
| 2024  | Glasgow      | Emirates Arena                   | 1-3 maart 2024     | 651     | 133    |
| 2025* | Nanjing      | Nanjing's Cube                   | 21-23 maart 2025   |         |        |
| 2026  | Toruń        | Arena Toruń                      |                    |         |        |

* Dit WK zou oorspronkelijk plaatsvinden in 2020, maar werd vanwege de coronapandemie verplaatst naar 2025.

## Kampioenschapsrecords

### Mannen
| Onderdeel             | Record   | Atleet                                                     | Land | Plaats           | Datum                      |  |
| --------------------- | -------- | ---------------------------------------------------------- | ---- | ---------------- | -------------------------- |  |
| 60 m                  | 6,37     | Christian Coleman                                          | USA  | Birmingham       | 3 maart 2019               |  |
| 200 m *               | 20,10    | Frankie Fredericks                                         | NAM  | Maebashi         | 6 maart 1999               |  |
| 400 m                 | 45,00    | Jereem Richards                                            | TRI  | Belgrado         | 19 maart 2022              |  |
| 800 m                 | 1.42,67  | Wilson Kipketer                                            | DEN  | Parijs           | 9 maart 1997               |  |
| 1500 m                | 3.32,77  | Samuel Tefera                                              | ETH  | Belgrado         | 10 maart 2022              |  |
| 3000 m                | 7.34,71  | Haile Gebrselassie                                         | ETH  | Parijs           | 9 maart 1997               |  |
| 60 m horden           | 7,29     | Grant Holloway                                             | USA  | Belgrado Glasgow | 20 maart 2022 2 maart 2024 |  |
| hoogspringen          | 2,43 m   | Javier Sotomayor                                           | CUB  | Boedapest        | 4 maart 1989               |  |
| polsstokhoogspringen  | 6.20 m   | Armand Duplantis                                           | SWE  | Belgrado         | 20 maart 2022              |  |
| verspringen           | 8,62 m   | Iván Pedroso                                               | CUB  | Maebashi         | 7 maart 1999               |  |
| hink-stap-springen    | 17,90 m  | Teddy Tamgho                                               | FRA  | Doha             | 14 maart 2010              |  |
| kogelstoten           | 22,77 m  | Ryan Crouwer                                               | USA  | Glasgow          | 1 maart 2024               |  |
| zevenkamp             | 6645 p   | Ashton Eaton                                               | USA  | Istanbul         | 9-10 maart 2012            |  |
| 5000 m snelwandelen * | 18.23,55 | Michail Sjtsjennikov                                       | URS  | Sevilla          | 10 maart 1991              |  |
| 4 x 400 m estafette   | 3.01,77  | Karol Zalewski Rafał Omelko Łukasz Krawczuk Jakub Krzewina | POL  | Birmingham       | 4 maart 2018               |  |
|                       |          |                                                            |      |                  |                            |  |

* Onderdelen niet meer op het programma

### Vrouwen
| Onderdeel             | Record   | Atlete                                                        | Land | Plaats       | Datum         |  |
| --------------------- | -------- | ------------------------------------------------------------- | ---- | ------------ | ------------- |  |
| 60 m                  | 6,95     | Gail Devers                                                   | USA  | Toronto      | 12 maart 1993 |  |
| 200 m *               | 22,15    | Irina Privalova                                               | RUS  | Toronto      | 14 maart 1993 |  |
| 400 m                 | 49,17    | Femke Bol                                                     | NED  | Glasgow      | 2 maart 2024  |  |
| 800 m                 | 1.56,90  | Ludmila Formanová                                             | RUS  | Maebashi     | 7 maart 1999  |  |
| 1500 m                | 3.57,19  | Gudaf Tsegay                                                  | ETH  | Belgrado     | 19 maart 2022 |  |
| 3000 m                | 8.20,87  | Elle St. Pierre                                               | USA  | Glasgow      | 2 maart 2024  |  |
| 60 m horden           | 7,65     | Devynne Charlton                                              | BAH  | Glasgow      | 3 maart 2024  |  |
| hoogspringen          | 2,05 m   | Stefka Kostadinova                                            | BUL  | Indianapolis | 8 maart 1987  |  |
| polsstokhoogspringen  | 4,95 m   | Sandi Morris                                                  | USA  | Birmingham   | 3 maart 2019  |  |
| verspringen           | 7,23 m   | Brittney Reese                                                | USA  | Istanbul     | 11 maart 2012 |  |
| hink-stap-springen    | 15,74 m  | Yulimar Rojas                                                 | VEN  | Belgrado     | 20 maart 2022 |  |
| kogelstoten           | 20,85 m  | Nadzeja Astaptsjoek **                                        | BLR  | Doha         | 14 maart 2010 |  |
| kogelstoten           | 20,67 m  | Valerie Adams                                                 | NZL  | Sopot        | 8 maart 2014  |  |
| vijfkamp              | 5013 p   | Natalja Dobrynska                                             | UKR  | Istanbul     | 9 maart 2012  |  |
| 3000 m snelwandelen * | 11.49,73 | Jelena Nikolajeva                                             | RUS  | Toronto      | 12 maart 1993 |  |
| 4 x 400 m estafette   | 3.23,85  | Quanera Hayes Georganne Moline Shakima Wimbley Courtney Okolo | USA  | Birmingham   | 4 maart 2018  |  |
|                       |          |                                                               |      |              |               |  |

* Onderdelen niet meer op het programma
**  Nadzeja Astaptsjoek werd later gediskwalificeerd vanwege overtreding dopingregels

## Wereldrecords
Dit betreffen wereldrecords indooratletiek welke op de WK indooratletiek zijn gevestigd.

### Mannen
| Onderdeel           | Nationaliteit | Naam                                                     | Datum            | Prestatie | Ronde  |
| ------------------- | ------------- | -------------------------------------------------------- | ---------------- | --------- | ------ |
| 60 m                | USA           | Lee McRae                                                | 7 maart 1987     | 6,50      | finale |
| 400 m               | GDR           | Thomas Schönlebe                                         | 19 januari 1985  | 45,60     | finale |
| 800 m               | KEN           | Paul Ereng                                               | 4 maart 1989     | 1.44,84   | finale |
| 800 m               | KEN           | Wilson Kipketer                                          | 7 maart 1997     | 1.43,96   | series |
| 800 m               | KEN           | Wilson Kipketer                                          | 7 maart 1997     | 1.42,67   | finale |
| hoogspringen        | CUB           | Javier Sotomayor                                         | 4 maart 1989     | 2,43 m    | finale |
| hink-stap-springen  | SWE           | Christian Olsson                                         | 7 maart 2004     | 17,83 m   | finale |
| hink-stap-springen  | FRA           | Teddy Tamgho                                             | 14 maart 2010    | 17,90 m   | finale |
| zevenkamp           | USA           | Dan O'Brien                                              | 13/14 maart 1993 | 6476 p    | finale |
| 5000 m snelwandelen | URS           | Michail Sjtsjennikov                                     | 7 maart 1987     | 18.27,79  | finale |
| 5000 m snelwandelen | URS           | Michail Sjtsjennikov                                     | 5 maart 1989     | 18.27,10  | finale |
| 5000 m snelwandelen | URS           | Michail Sjtsjennikov                                     | 10 maart 1991    | 18.23,55  | finale |
| 4 x 400 m estafette | GER           | Rico Lieder Jens Carlowitz Karsten Just Thomas Schönlebe | 10 maart 1991    | 3.03,05   | finale |
| 4 x 400 m estafette | USA           | Andre Morris Dameon Johnson Deon Minor Milton Campbell   | 7 maart 1999     | 3.02,83   | finale |

### Vrouwen
| Onderdeel            | Nationaliteit | Naam                                                                      | Jaartal          | Prestatie | Ronde  |
| -------------------- | ------------- | ------------------------------------------------------------------------- | ---------------- | --------- | ------ |
| 60 m                 | RUS           | Irina Privalova                                                           | 11 februari 1993 | 6,92      | finale |
| 200 m                | JAM           | Merlene Ottey                                                             | 10 maart 1991    | 22,24     | finale |
| 400 m                | NED           | Femke Bol                                                                 | 2 maart 2024     | 49,17     | finale |
| 1500 m               | RUS           | Jelena Soboleva                                                           | 9 maart 2008     | 3.57,71   | finale |
| 3000 m               | NED           | Elly van Hulst                                                            | 4 maart 1989     | 8.33,82   | finale |
| 60 m horden          | BAH           | Devynne Charlton                                                          | 3 maart 2024     | 7,65      | finale |
| hoogspringen         | BUL           | Stefka Kostadinova                                                        | 8 maart 1987     | 2,05 m    | finale |
| polsstokhoogspringen | USA           | Stacy Dragila                                                             | 9 maart 1997     | 4,40 m    | finale |
| polsstokhoogspringen | RUS           | Svetlana Feofanova                                                        | 16 maart 2003    | 4,80 m    | finale |
| polsstokhoogspringen | RUS           | Jelena Isinbajeva                                                         | 6 maart 2004     | 4,86 m    | finale |
| hink-stap-springen   | URS           | Inessa Kravets                                                            | 9 maart 1991     | 14,30 m   | finale |
| hink-stap-springen   | URS           | Inessa Kravets                                                            | 9 maart 1991     | 14,39 m   | finale |
| hink-stap-springen   | URS           | Inessa Kravets                                                            | 9 maart 1991     | 14,44 m   | finale |
| hink-stap-springen   | URS           | Inessa Kravets                                                            | 14 maart 1993    | 14,47 m   | finale |
| hink-stap-springen   | RUS           | Inessa Kravets                                                            | 12 maart 1995    | 15,03 m   | finale |
| hink-stap-springen   | RUS           | Inessa Kravets                                                            | 6 maart 2004     | 15,16 m   | finale |
| hink-stap-springen   | RUS           | Inessa Kravets                                                            | 6 maart 2004     | 15,25 m   | finale |
| hink-stap-springen   | RUS           | Inessa Kravets                                                            | 6 maart 2004     | 15,36 m   | finale |
| 3000 m snelwandelen  | URS           | Olga Krisjtop                                                             | 6 maart 1987     | 12.05,49  | finale |
| 3000 m snelwandelen  | AUS           | Kerry Saxby                                                               | 4 maart 1989     | 12.01,65  | finale |
| 3000 m snelwandelen  | GER           | Beate Anders                                                              | 9 maart 1991     | 11.50,90  | finale |
| 4 x 400 m estafette  | GER           | Sandra Seuser Kathrin Schreiter Annett Hesselbarth Grit Breuer            | 10 maart 1991    | 3.27,22   | finale |
| 4 x 400 m estafette  | RUS           | Tatjana Chebykina Svetlana Goncharenko Olga Kotljarova Tatjana Alekseyeva | 9 maart 1997     | 3.26,84   | finale |
| 4 x 400 m estafette  | RUS           | Tatjana Chebykina Svetlana Goncharenko Olga Kotljarova Natalja Nazarova   | 7 maart 1999     | 3.24,25   | finale |
| 4 x 400 m estafette  | RUS           | Olesja Krasnomovets Olga Kotljarova Tatjana Levina Natalja Nazarova       | 7 maart 2004     | 3.23,88   | finale |